# Plectromerus fasciatus
Plectromerus fasciatus là một loài bọ cánh cứng trong họ Cerambycidae.